# Polyozellus
Polyozellus is een geslacht van schimmels behorend tot de familie Thelephoraceae. Het is een monotypisch geslacht, dat de soort Polyozellus multiplex bevat.